# Tour de France 2017/1. Etappe
Die 1. Etappe der Tour de France 2017 fand am 1. Juli 2017 statt. Sie führte als Einzelzeitfahren über 14 Kilometer durch Düsseldorf.
Sieger wurde im Regen der Brite Geraint Thomas. Der deutsche Favorit Tony Martin wurde Vierter und gab an, dass der Kurs durch die Nässe für ihn zu unrhythmisch wurde. Der Spanier Alejandro Valverde stürzte in einer Kurve und brach sich die Kniescheibe. Ebenfalls durch einen Sturz schied Ion Izagirre aus.